# Henri V (roi d'Angleterre)
Pour les articles homonymes, voir Henri V, Henry V, Henri d'Angleterre et Henri de Lancastre (homonymie).
 (janvier 2017).
Henri V, né le 16 septembre 1386 à Monmouth (principauté de Galles) et mort le 31 août 1422 au château de Vincennes (France), duc de Cornouailles et de Lancastre, est roi d'Angleterre de 1413 à 1422. Il est le deuxième  monarque issu de la maison de Lancastre, qui a succédé aux Plantagenêt.
Il se distingue au cours de plusieurs campagnes militaires : contre les Gallois durant la révolte d'Owain Glyndŵr, puis contre la famille de Percy au cours de la bataille de Shrewsbury. Henri entre rapidement en conflit avec son père, Henri IV, dont la santé se dégrade fortement à partir de 1405.
À la mort de son père en 1413, Henri prend les rênes du pays, et relance les combats contre les Français lors de la guerre de Cent Ans (qui oppose les deux pays entre 1337 et 1453). Ses succès militaires, qui culminent lors de la bataille d'Azincourt le 25 octobre 1415, lui permettent de se rapprocher d'une conquête de la France. Après plusieurs mois de négociations avec Charles VI, très fragile psychologiquement et régulièrement frappé de folie, le traité de Troyes, signé en 1420, reconnaît Henri comme régent et héritier du trône de France. Son mariage avec la fille de Charles VI, Catherine de France, a lieu peu après, et est suivi de la naissance du futur roi Henri VI.
Deux ans plus tard, après la mort inattendue et soudaine d'Henri V, son fils, Henri VI, alors âgé de neuf mois, devient roi de France et d'Angleterre, selon le principe de l'union des deux couronnes édicté par le traité de Troyes.

## Biographie

### Jeunesse
Lors de l'exil de son père, Henri Bolingbroke, en 1398, Richard II le prend à sa charge et le traite avec bienveillance. L'année suivante, la révolte lancastrienne, qui voit son père couronné roi d'Angleterre sous le nom d'Henri IV, force prématurément le jeune Henri à prendre des responsabilités en tant qu'héritier du trône.
À partir d'octobre 1400, l'administration du pays de Galles est conduite en son nom ; moins de trois ans plus tard, Henri est de fait aux commandes des forces anglaises et combat contre Harry Hotspur lors de la bataille de Shrewsbury. C'est là, en 1403, que le prince âgé de 16 ans est presque tué par une flèche reçue en plein visage. Un soldat ordinaire aurait été laissé pour mort avec une telle blessure, mais Henri peut bénéficier des meilleurs soins possibles et, pendant les jours qui suivent l'accident, le médecin royal conçoit un outil spécial pour extraire la pointe de la flèche sans causer de dommages supplémentaires. L'opération est couronnée de succès, laissant probablement au prince une cicatrice permanente rappelant son expérience de la bataille.

### Rôle au gouvernement et son conflit avecHenriIV

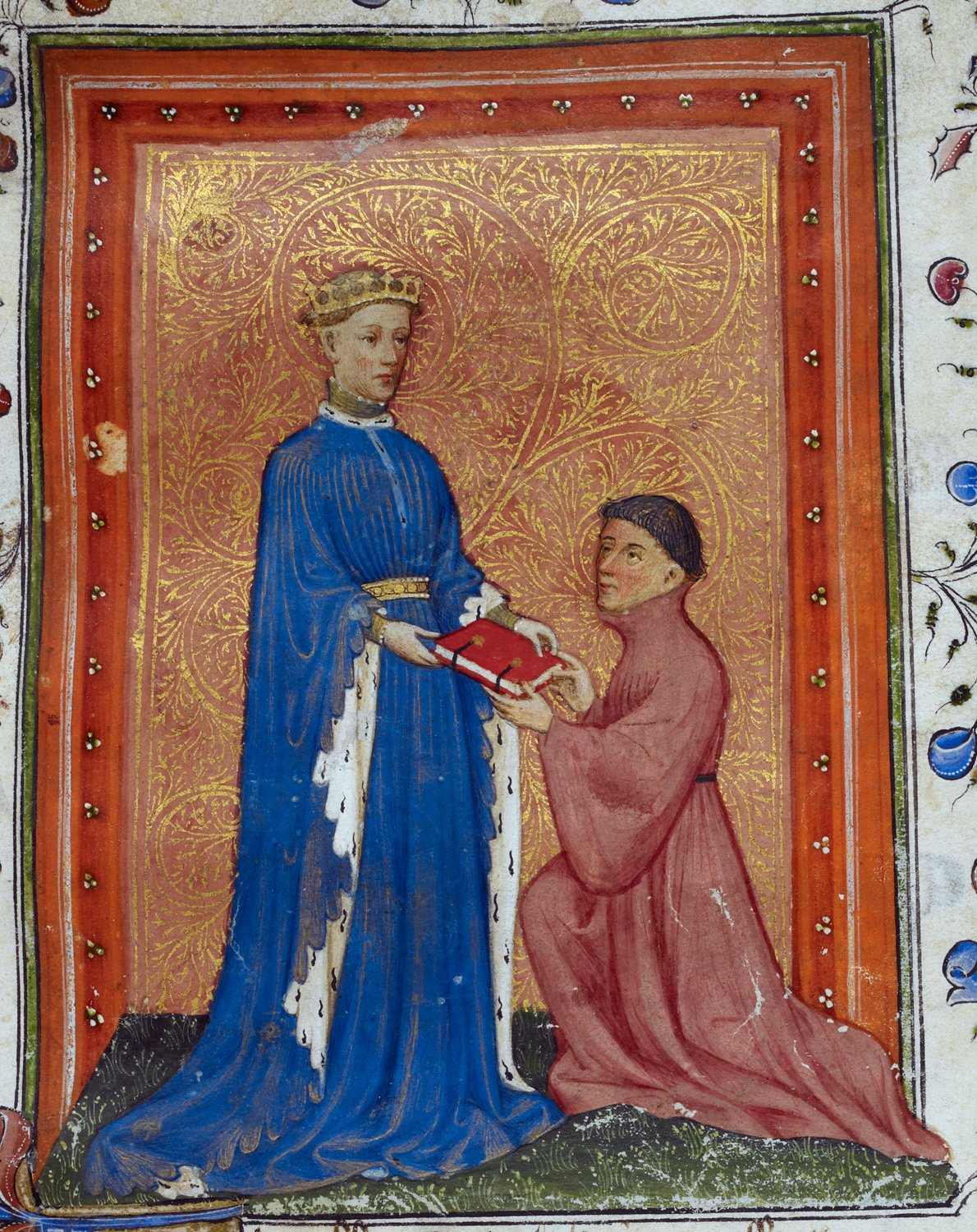
Henri V d'Angleterre, représenté debout en jeune prince de Galles, antérieurement à son couronnement (miniature, vers 1411-1413, British Library, Londres, Arundel 38, 37).

La révolte galloise menée par Owain Glyndŵr occupe Henri jusqu'en 1408. Par suite, à cause de la mauvaise santé du roi, Henri commence à jouer un rôle politique plus important qui va s’avérer de plus en plus déterminant avec le temps. À partir de janvier 1410, aidé par ses oncles Henri et Thomas Beaufort — fils légitimés de Jean de Gand — il dirige de fait le pays.
Au mois de mars 1410 il assiste à la crémation de John Badby.
Ses opinions en politique étrangère et locale diffèrent de celles du roi, qui le renvoie du conseil en novembre 1411. La querelle entre le père et le fils est uniquement d'ordre politique, bien qu'il soit probable que les Beaufort aient argumenté pour l'abdication d'Henri IV, tandis que leurs adversaires se sont certainement efforcés à diffamer le prince. Il se peut que ce soit à cette inimitié politique que la tradition d'une jeunesse agitée soit due, et par la suite immortalisée par Shakespeare ; mais le récit des actions militaires et politiques d'Henri, même dans sa jeunesse, réfutent cette tradition. L'incident le plus connu, sa dispute avec le chief justice (« grand juge »), n'est pas rapporté par ses contemporains, et uniquement conté par Sir Thomas Elyot, en 1531.
L'histoire de Falstaff tient ses origines partiellement de l'amitié de Henri envers Sir John Oldcastle. Cette amitié, et l'opposition politique du prince envers Thomas Arundel, archevêque de Cantorbéry, encourage peut-être les espoirs des Lollards. Si c'est le cas, leur déception peut avoir causé les déclarations des écrivains ecclésiastiques comme Thomas Walsingham disant que, devenant roi, Henri est soudainement devenu un autre homme.

### Roi d'Angleterre

#### Accession au trône
Henri succède à son père le 20 mars 1413. Sans passé embarrassant, ni dangereux rivaux, il peut mettre en œuvre son expérience. Il doit s'occuper de trois problèmes :
- la restauration de la paix dans le royaume ;
- l'apaisement du schisme dans l'Église d'Angleterre ;
- le rétablissement du prestige de l'Angleterre en Europe.

Henri s'attaque simultanément aux trois fronts, et construit graduellement, à partir de ces trois objectifs, une politique plus générale. Il fait immédiatement comprendre qu'il dirigera l'Angleterre comme une nation unie, et que les différends du passé doivent être oubliés. Le roi Richard II d'Angleterre est enterré avec les honneurs dus à son rang ; le jeune Mortimer devient favori ; les héritiers des nobles qui ont pâti du règne précédent récupèrent graduellement leurs titres et propriétés.
Henri utilise son influence personnelle en vain face à John Oldcastle, mais le plus grave danger au plan intérieur reste le mécontentement des Lollards. La fermeté du roi écrase le mouvement dans l'œuf (janvier 1414) et conforte sa place sur le trône : avec 38 pendaisons pour trahison, et 7 crémations supplémentaires pour hérésie, il se sert ainsi de l'Église pour établir sa réputation brutale vis-à-vis de ses adversaires.
Le reste de son règne est exempt d'ennuis sérieux sur le plan intérieur, sauf en juillet 1415, où échoue un complot en faveur de Mortimer, qui implique Henry Scrope et Richard de Conisburgh, comte de Cambridge (grand-père du roi Édouard IV).

#### Politique étrangère

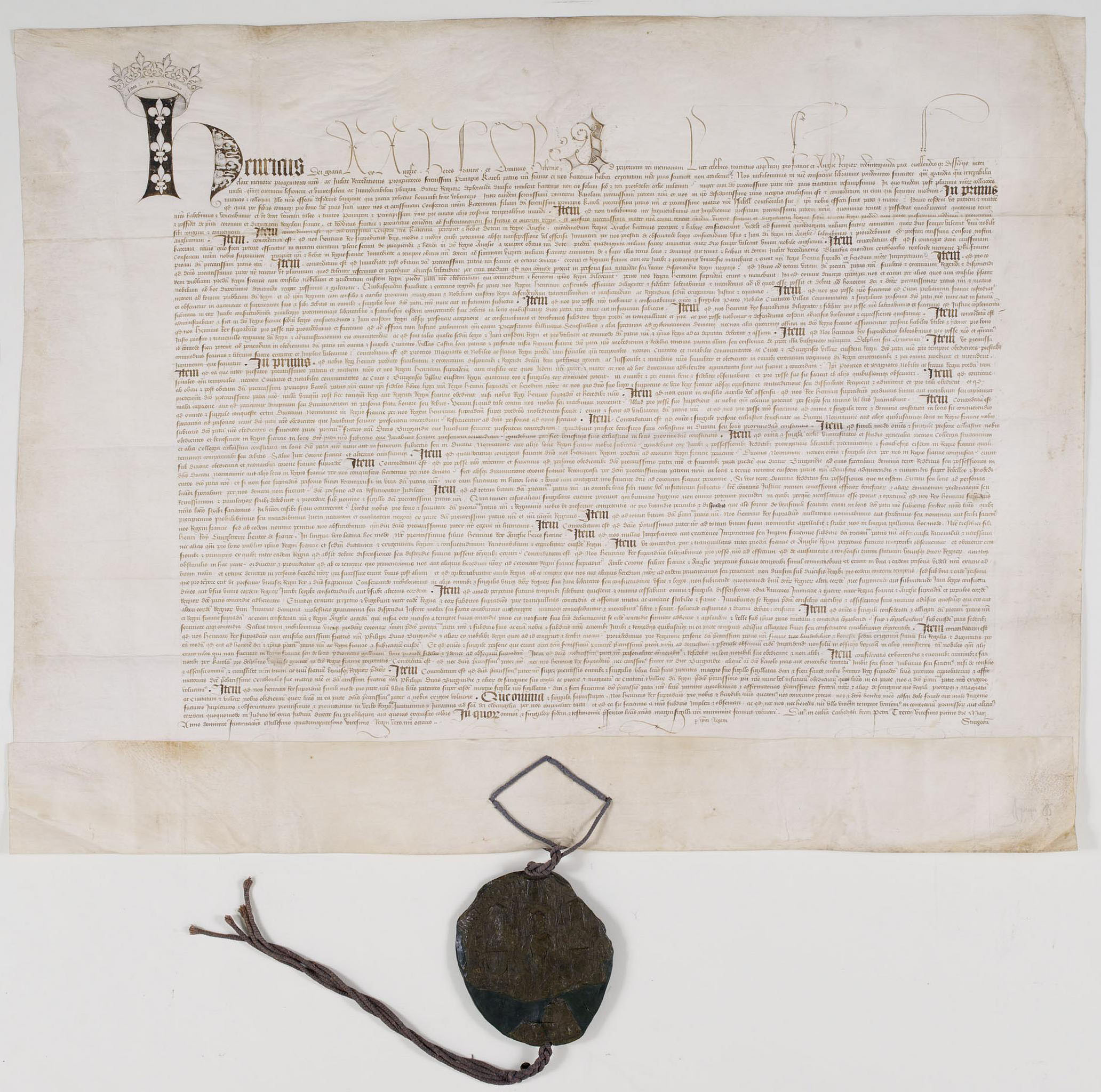
Ratification du Traité de Troyes, Archives nationales.

Henri peut alors s'intéresser aux affaires étrangères. Un écrivain de la génération suivante est le premier à prétendre que Henri fut encouragé par des religieux à entrer en guerre contre la France, afin de détourner l'attention des conflits intérieurs. Mais cette théorie semble sans fondement. La restauration de la paix intérieure est la principale préoccupation du roi et, tant qu'elle n'est pas assurée, il ne peut pas entreprendre d'opérations de grande envergure à l'étranger. De plus, cette guerre ne vise pas simplement à conquérir de nouveaux territoires. D'anciennes disputes commerciales et le soutien apporté par les Français à Owain Glyndŵr en 1403-1404 sont utilisés comme prétextes pour cette guerre et l'état désordonné de la France n'offre pas de perspectives de paix. Henri peut considérer la revendication de ses droits au trône de France comme faisant partie de son devoir royal, mais dans tous les cas, un règlement permanent des querelles nationales est essentiel au succès de sa politique étrangère.

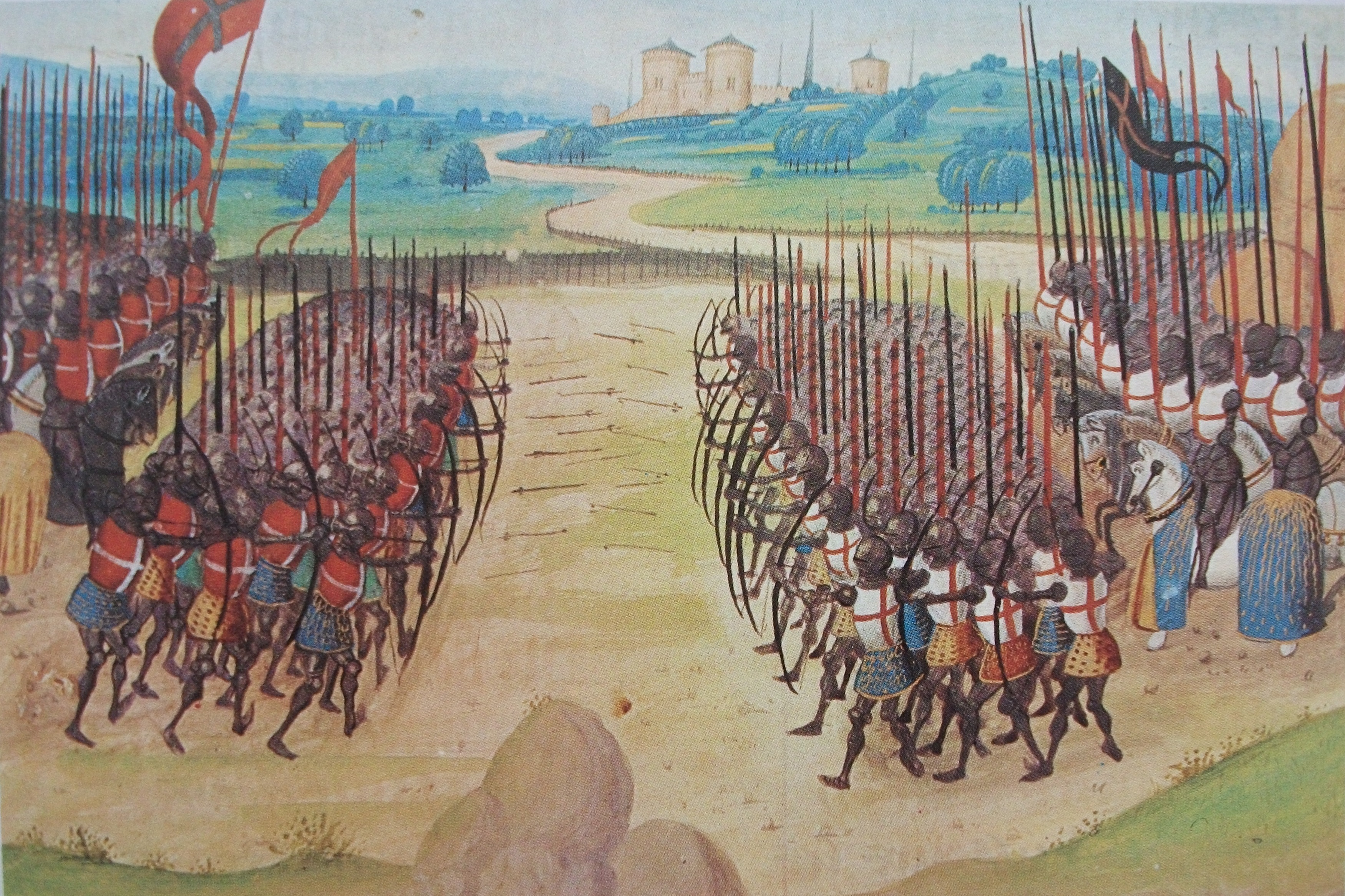
Bataille d'Azincourt, miniature tirée de l’Abrégé de la Chronique d'Enguerrand de Monstrelet, XVe siècle, Paris, BnF, département des Manuscrits.

Le 12 août 1415 il débarque avec son armée à Chef-de-Caux, et en quatre ans il va conquérir l'intégralité de la Normandie.
La campagne de 1415, avec sa brillante conclusion à la bataille d'Azincourt (25 octobre 1415), est une première étape. Il y ordonne l'exécution de nombreux prisonniers. Certains sont rassemblés dans des granges et brûlés vifs, et d'autres égorgés ou ont la tête écrasée à coups de masses. Des centaines de morts ne peuvent être identifiés, leurs visages ayant été lacérés à coups de dague, indique l'historien Christophe Gilliot.
Deux ans de patiente préparation suivent. La domination maritime est assurée en chassant les Génois, alliés des Français, de la Manche. La réussite diplomatique éloigne l'empereur Sigismond de la France, et le traité de Canterbury ouvre la voie pour la fin du schisme de l'Église. Ainsi en 1417 la guerre est relancée à une échelle plus large. La Basse-Normandie est rapidement conquise et Rouen, coupée de Paris, est assiégée. Néanmoins son grand chambellan Henri Philizen à du mal à prendre Domfront en novembre 1417, et il doit envoyer Warwick avec des renforts. Celui-ci n'arrive pas à prendre la forteresse basse-normande jusqu'en juillet 1418. Pourtant, les Français sont paralysés par des conflits entre les Bourguignons et les Armagnacs. Henri joue habilement de ces dissensions pour les monter les uns contre les autres, sans relâcher son effort de guerre. En janvier 1419, Rouen tombe à l'issue d'une famine orchestrée par les troupes d'Henri V. Au cours de l'hiver, les assiégés sont amenés à expulser les « bouches inutiles » (vieillards, femmes enceintes, infirmes, enfants) mais l'armée anglaise leur interdit le passage, les laissant agoniser et mourir de froid dans les fossés, au pied des fortifications. Jusqu'à la chute de la ville, 35 000 personnes meurent, en raison de ces très dures conditions de siège. Un exode de plus de 100 000 Normands vers la Bretagne s'ensuit. 
Le roi Henri V installe alors son gouvernement au château de Rouen. En août, les Anglais sont aux portes de Paris. Les intrigues au sein de la cour de France culminent avec l'assassinat de Jean de Bourgogne par les partisans du dauphin à Montereau-Fault-Yonne (10 septembre 1419). Philippe, le nouveau duc, et la cour française les jettent eux-mêmes aux mains de Henri. Toujours en 1419, à Hardricourt, a lieu une entrevue entre les émissaires français et le roi Henri V d'Angleterre qui demandait la main de Catherine, fille du roi de France Charles VI, avec en dot l'Aquitaine et la Normandie, vieil héritage ancestral (par Aliénor d'Aquitaine et Guillaume le Conquérant), confisqué petit à petit par la monarchie capétienne.

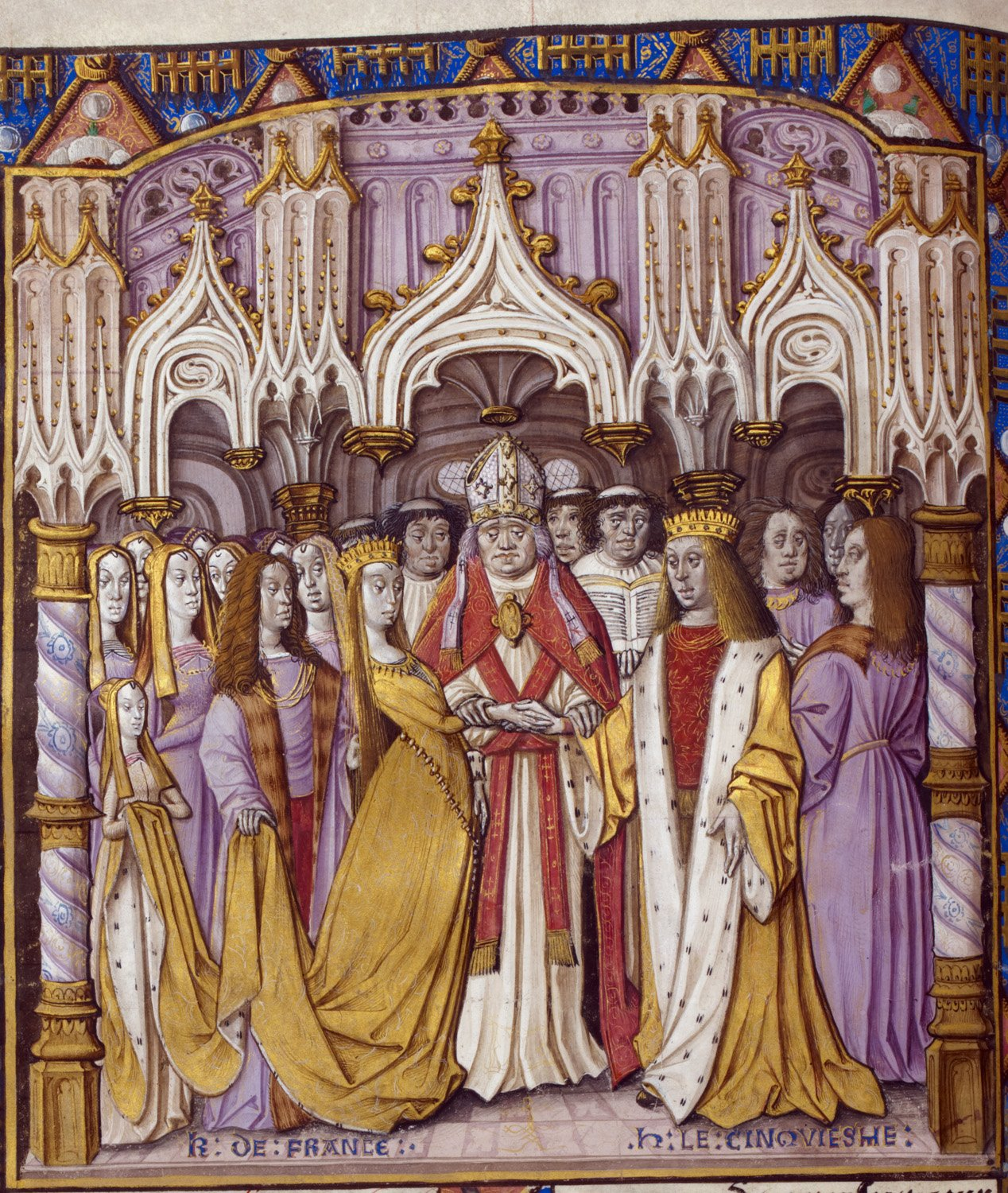
Mariage de Henri V et de Catherine de Valois, British Library, Jean Chartier, Chronique de Charles VII, fin du XVe siècle, Royal 20 E.,.

Après six mois de négociations, Henri est reconnu par le traité de Troyes comme héritier et régent de France, et, le 2 juin 1420, se marie avec Catherine de Valois, fille de Charles VI, roi de France, et d'Isabeau de Bavière

#### Politique intérieure
S'il joue la carte de l'apaisement avec les rebelles gallois et les opposants à son père Henri IV, qui avait pris le pouvoir par un coup d'État contre son cousin Richard II, il réprime en revanche férocement les Lollards, mouvement de contestation religieuse et sociale, conduit par son ancien ami John Oldcastle, condamné au bûcher en 1417.

#### Fin de règne
Henri V est alors à l'apogée de son pouvoir. Son succès en France semble certain. Il partage avec l'empereur Sigismond l'honneur d'avoir mis fin au grand schisme en obtenant l'élection du pape Martin V. Tous les États d'Europe occidentale sont sous son influence diplomatique.
La place de dirigeant de la chrétienté est maintenant à sa portée, et le projet d'une nouvelle croisade prend forme. Il envoie effectivement un émissaire pour collecter des informations à l'est ; mais ses plans sont anéantis par sa mort. Une visite en Angleterre en 1421 est interrompue par la défaite et la mort de son frère, le duc de Clarence, à la bataille de Baugé contre une armée franco-écossaise du dauphin Charles. Le siège de Dreux en juillet puis les rigueurs du siège hivernal de Meaux détériorent sa santé, et il meurt de dysenterie à Vincennes le 31 août 1422, deux mois avant son beau-père Charles VI, manquant ainsi la possibilité d'être couronné roi de France.
Les derniers mots de Henri expriment peut-être le regret de n'avoir pas vécu assez longtemps pour reconstruire les murs de Jérusalem. Cet idéal est inspiré de celui du roi Arthur, un modèle de la chevalerie alors sur son déclin. Pourtant, l'esprit politique d’Henri est plutôt en avance sur son temps :
- gouvernement central puissant supporté par le Parlement ;
- réforme de l'Église dans un esprit conservateur ;
- développement commercial ;
- maintien du prestige national.

Ses objectifs anticipent à certains égards ceux de son successeur Tudor, mais il les aurait accomplis d'une façon médiévale, comme un souverain soumis à la constitution. Son succès est dû au pouvoir de sa personnalité. Il peut entraîner les lieutenants derrière lui, mais, à sa mort, personne n'est disponible pour prendre sa place de chef. La guerre, la diplomatie et l'administration civile dépendent toutes de son autorité.
L'historien britannique Richard Vaughan décrit Henri V comme « l'un des produits les plus agressifs et les plus sournois d'une époque de violence et de duplicité ».

### Obsèques
Henri est enterré à l'abbaye de Westminster le 7 novembre 1422. Sa tombe est recouverte d'ornements durant la Réforme. Le bouclier, le casque et la selle, qui forment une partie de l'équipement funéraire initial, pendent toujours au-dessus de sa tombe.
Son jeune fils Henri VI lui succède. Son frère Jean de Lancastre, duc de Bedford, prend en charge la régence et l'éducation du jeune roi.

## Locutions restées célèbres
On devrait à Henri V l'expression « Guerre sans feu ne valoit rien non plus qu'andouilles sans moutarde ».

## Dans les arts et la culture

### Filmographie

#### Cinéma
Des films adaptés ou inspirés de la pièce de Shakespeare :
- Henry V de et avec Laurence Olivier (1944) ;
- Falstaff de et avec Orson Welles (1966) ;
- Henry V de et avec Kenneth Branagh (1989) ;
- Henry V de Peter Babak (2007) ;
- Le Roi (The King) de David Michôd (2019), avec Timothée Chalamet dans le rôle-titre.

#### Télévision
- La mini-série The Hollow Crown (2012) avec Tom Hiddleston dans le rôle du roi Henri V

### Théâtre
- Shakespeare en fait le personnage principal de la pièce Henri V (The Chronicle History of Henry the Fifth, en français : La Chronique de l’histoire d’Henri V - vers 1599).